# Румен Ангелов
Румен Ангелов е български футболист, полузащитник. Играл е за Дунав, Шумен, Хасково и Велбъжд. Бронзов медалист и полуфиналист за купата на страната през 1999 с Велбъжд, финалист за Купата на ПФЛ през 1995 г. с Дунав.

## Статистика по сезони
- Дунав - 1992/93 - Б група, 11 мача/2 гола
- Дунав - 1993/94 - Б група, 18/4
- Дунав - 1994/95 - Б група, 26/7
- Шумен - 1995/96 - А група, 27/2
- Хасково - 1996/97 - Б група, 31/4
- Хасково - 1997/98 - Б група, 27/8
- Велбъжд - 1998/99 - А група, 21/4
- Шумен - 1999/00 - А група, 19/1
- Шумен - 2000/ес. - Б група, 11/2
- Дунав - 2001/пр. - Б група, 14/4
- Дунав - 2001/02 - Б група, 18/2